# Еораптори
Еорапторите (Eoraptor) са едни от най-ранните динозаври. Родът на еорапторите включва един единствен представител – еораптор (Eoraptor lunensis).

## Описание
Еорапторите са съществували преди около 228 млн. години. Както при всички динозаври след тях, краката им са разположени под тялото. Това ги прави много по-бързи от другите влечуги, чиито крака са разположени странично. Лекият череп на еорапторите е изграден от тънки кости. Леката костна структура им е позволявала да се придвижват много бързо. Черепите на повечето по-къси месоядни динозаври са изградени по същия начин.
Палеонтолозите смятат, че еорапторът е близък до предшественика на всички динозаври. Известен е по няколко добре запазени скелета. Има стройно тяло с обща дължина около 1 метър. Движи се изправен на задните си крака. Предните му крака са наполовина по-къси от задните, петопръстни, като трите най-дълги пръста завършват с големи нокти.

## Хранене
Предполага се, че еорапторът е месояден. Тъй като обаче притежава както зъби, типични за месоядните, така и зъби, типични за тревопасните животни, се допуска възможността да е всеяден.